# Ngringinrejo
Ngringinrejo is een bestuurslaag in het regentschap Bojonegoro van de provincie Oost-Java, Indonesië. Ngringinrejo telt 1746 inwoners (volkstelling 2010).